# Incasarcus
Incasarcus is een geslacht van hooiwagens uit de familie Gonyleptidae.
De wetenschappelijke naam Incasarcus is voor het eerst geldig gepubliceerd door Kury & Maury in 1998. 

## Soorten
Incasarcus omvat de volgende 5 soorten:
- Incasarcus argenteus
- Incasarcus dianae
- Incasarcus ochoai
- Incasarcus pictus
- Incasarcus viracocha